# De Magnete

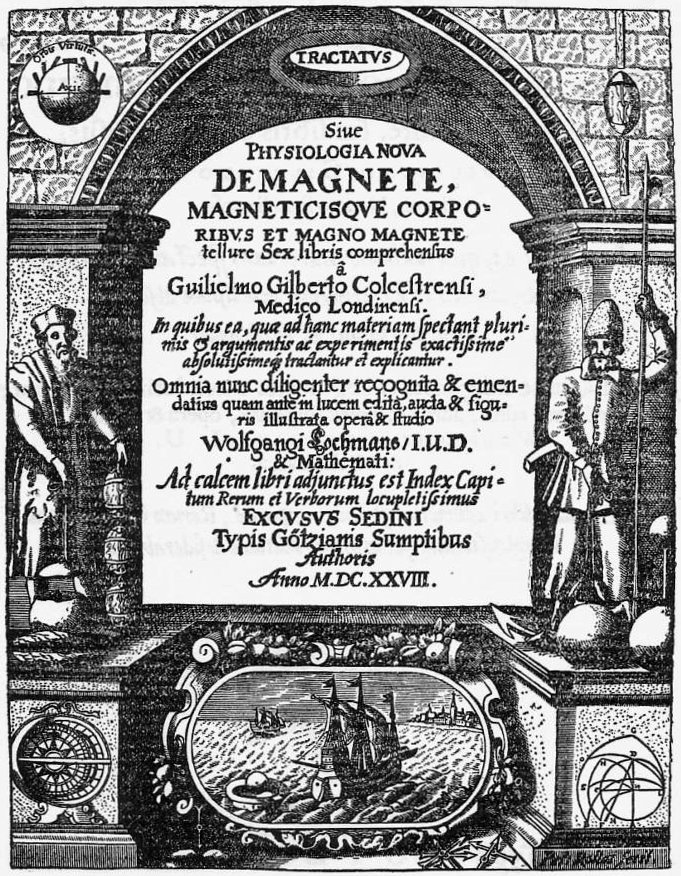
Capa do livro De Magnete

De Magnete, Magneticisque Corporibus, et de Magno Magnete Tellure (Sobre os ímãs, os corpos magnéticos e o grande imã terrestre) é um trabalho científico publicado em 1600 pelo médico e cientista inglês William Gilbert.
Nele são descritas diversas das suas experiências com o seu modelo da Terra chamado "terrella". Das experiências, ele conclui que a Terra era magnética e esse era o motivo pelo qual as bússolas apontam para o norte (anteriormente, dizia-se que isto se devia à estrela polar (Polaris) ou às grandes ilhas magnéticas no pólo norte que atraíam a bússola)
De Magnete não só foi influente por causa do seu assunto, mas também devido ao modo rigoroso com que Gilbert descreveu suas experiências. Embora seu pensamento tenha sido influenciado fortemente pelo misticismo do tempo dele, Gilbert também foi um dos pioneiros da física experimental.

## Sumário
De Magnete consiste de seis livros.
1. Pesquisa histórica do magnetismo, e teoria do magnetismo da Terra.
2. Distinção entre eletricidade e magnetismo. Argumento contra o movimento perpétuo.
3. Experiências com o terrella .
4. Declinação magnética (a variação de norte magnético conforme a posição).
5. Inclinação magnética. Projeto do inclinômetro magnético.
6. Teoria magnética de movimento estelar e terrestre. Precessão dos equinócios.

## Edições
- De Magnete, Peter Short, London, 1600 (original em Latim)
- De Magnete, tradução para o inglês por Paul Fleury Mottelay, 1893
- De Magnete, tradução por Silvanus P Thompson, Chiswick Press, 1900
- De Magnete, reprodução da tradução de Thompson, Basic Books, New York, 1958
- De Magnete, reprodução da tradução de Mottelay, Dover Books, 1991, ISBN 0-486-26761-X